# Pic de l'Escarabat
El Pic de l'Escarabat és una muntanya de 1.614,6 metres d'altitud del terme comunal d'Aiguatèbia i Talau, però a prop del termenal amb el de Ralleu, tots dos de la comarca del Conflent, a la Catalunya del Nord. És al nord del terme d'Aiguatèbia i Talau, al sud-oest del Pic de l'Home i a ponent del poble d'Aiguatèbia.